# Toumodi
Toumodi es un departamento de la región de Bélier, Costa de Marfil. En mayo de 2014 tenía una población censada de 127 825 habitantes.
Se encuentra ubicado en el centro del país, a poca distancia al este de Yamusukro y del lago de Kossou.